# Ciemnotwardnik bocznotrzonowy
Ciemnotwardnik bocznotrzonowy (Phaeomarasmius rimulincola (Rabenh.) Scherff.) – gatunek grzybów należący do rzędu pieczarkowców (Agaricales).

## Systematyka i nazewnictwo
Pozycja w klasyfikacji według Index Fungorum: Tubariaceae, Agaricales, Agaricomycetidae, Agaricomycetes, Agaricomycotina, Basidiomycota, Fungi.
Po raz pierwszy zdiagnozował go Gottlob Ludwig Rabenhorst w 1851 r., nadając mu nazwę Agaricus rimulincola. Obecną, uznaną przez Index Fungorum nazwę nadał mu Aladár Scherffel  w 1914 r.
Synonimy:
- Agaricus rimulincola Rabenh. 1851
- Naucoria rimulincola (Rabenh.) Sacc. 1887
- Phaeomarasmius excentricus Scherff. 1897

Nazwę polską zaproponował Władysław Wojewoda w 2003 roku.

## Występowanie
Znane jest występowanie ciemnotwardnika bocznotrzonowego w niektórych krajach Europy. W piśmiennictwie naukowym na terenie Polski do 2003 r. podano 4 stanowiska. Znajduje się na Czerwonej liście roślin i grzybów Polski. Ma status E – gatunek zagrożony wymarciem, którego przeżycie jest mało prawdopodobne, jeśli nadal będą działać czynniki zagrożenia. Znajduje się na liście gatunków zagrożonych także w Niemczech.
Saprotrof. Występuje w lasach mieszanych. W Polsce obserwowany był na opadłych gałęziach brzozy w październiku.